# Mick Audsley
Mick Audsley (* 23. Juni 1949 in Rochester (Kent))  ist ein britischer Filmeditor.

## Leben
Michael ‘Mick’ Audsley wurde am 23. Juni 1949 geboren. Nach seinem Studium am Londoner Hornsey College of Art und dem Royal College of Art arbeitete Audsley beim BFI Production Board. Bereits Ende der 70er war er Schnittassistent bei Filmen wie King Liar und My Way Home. Audsley war seit 1982 bei mehreren Projekte von Stephen Frears, darunter Mein wunderbarer Waschsalon, Ein ganz normaler Held, High Fidelity und zuletzt Immer Drama um Tamara für den Schnitt verantwortlich. Auch für Mike Newell montierte er einige Filme, darunter Mona Lisas Lächeln, Harry Potter und der Feuerkelch und Prince of Persia: Der Sand der Zeit.
Im Sommer 2007 wurde Audsley vom Regisseur Terry Gilliam, für den er bereits 12 Monkeys montiert hatte, angeboten, Das Kabinett des Dr. Parnassus zu schneiden. Er sagte dem Projekt zu, da Gilliams Stamm-Editorin Lesley Walker nicht verfügbar war. Damit schnitt Audsley einen Film, der während der Dreharbeiten von dem tragischen Tod von Heath Ledger überschattet wurde. Der Film stand kurz vor dem Abbruch und man wusste nicht, wie man mit dem Budget, den fertigen Szenen, dem Drehbuch und der Versicherung umgehen sollte. Zwischenzeitlich machte sich eine solche Paranoia unter den Produzenten, Regisseuren und leitenden Filmschaffenden breit, dass man einzelne Szenen versteckte, bevor entschieden wurde, wie das Projekt weiterlaufen sollte. Um den Film zum Abschluss zu bringen, musste dieser ästhetisch von Grund auf neu erfunden werden (Aesthetically, we have had to reinvent the movie from the ground up).
Bei den British Independent Film Awards 2005 saß Audsley in der Jury.
Audsley bezeichnet sich als altmodischen Editor mit Moviola-Hintergrund (I’m an old-fashioned editor from a Moviola background). Gerade weil er intensiv mit der Bearbeitung seiner Filme betraut ist, braucht er nach eigenen Angaben etwa 3 bis 5 Jahre, um sich einen seiner Filme erneut anzusehen. Und trotzdem kann er immer noch Dialogszenen aus seiner kompletten jahrzehntelangen Karriere auswendig (It usually takes me about three to five years.  I can still do bits of dialogue from all the films over 20 years).

## Filmografie (Auswahl)
- 1976: King Lear (Schnitt-Assistenz)
- 1978: My Way Home (Schnitt-Assistenz)
- 1984: The Hit
- 1985: Dance with a Stranger
- 1985: Mein wunderbarer Waschsalon (My Beautiful Laundrette)
- 1987: Sammy und Rosie tun es (Sammy and Rosie get laid)
- 1988: Gefährliche Liebschaften (Dangerous Liaisons)
- 1989: Wir sind keine Engel (We’re No Angels)
- 1990: Grifters (The Grifters)
- 1992: Ein ganz normaler Held (Accidental Hero)
- 1994: Interview mit einem Vampir (Interview with the Vampire: The Vampire Chronicles)
- 1995: 12 Monkeys (Twelve Monkeys)
- 1996: Fisch & Chips (The Van)
- 1998: Mit Schirm, Charme und Melone (The Avengers)
- 2000: High Fidelity
- 2001: Corellis Mandoline (Captain Corelli’s Mandolin)
- 2002: Kleine schmutzige Tricks (Dirty Pretty Things)
- 2003: Mona Lisas Lächeln (Mona Lisa Smile)
- 2005: Der Beweis – Liebe zwischen Genie und Wahnsinn (Proof)
- 2005: Harry Potter und der Feuerkelch (Harry Potter and the Goblet of Fire)
- 2007: Die Liebe in den Zeiten der Cholera (Love in the Time of Cholera)
- 2008: Killshot
- 2009: Das Kabinett des Doktor Parnassus (The Imaginarium of Doctor Parnassus)
- 2010: Immer Drama um Tamara (Tamara Drewe)
- 2010: Prince of Persia: Der Sand der Zeit (Prince of Persia: The Sands of Time)
- 2011: Angels Crest
- 2012: Lady Vegas (Lay the Favorite)
- 2013: Muhammad Alis größter Kampf (Muhammad Ali’s Greatest Fight)
- 2013: The Zero Theorem
- 2015: Everest
- 2016: Allied – Vertraute Fremde (Allied)
- 2017: Mord im Orient Express (Murder on the Orient Express)
- 2019: David Copperfield – Einmal Reichtum und zurück (The Personal History of David Copperfield)
- 2022: Pinocchio

## Auszeichnungen
BAFTA Award
- 1990: Bester Schnitt - Gefährliche Liebschaften (nominiert)